# Alfredo Torres Pereira
Pour les articles homonymes, voir Torres et Pereira.
Alfredo Torres Pereira est un footballeur portugais né à une date inconnue à Lisbonne et mort à une date inconnue. Il évoluait au poste d'attaquant.

## Biographie

### En club
Alfredo Torres Pereira est joueur du Sporting CP pendant toute sa carrière,.
Il fait partie d'une des premières grandes équipes du club : il remporte notamment le championnat du Portugal en 1923, à une époque où la première division portugaise actuelle n'existait pas, son format se rapproche beaucoup de l'actuelle coupe du Portugal. Le Sporting est également champion de Lisbonne en 1922, 1923 et en 1925.

### En équipe nationale
International portugais, il honore une unique sélection en équipe du Portugal dans le cadre d'un match amical le 17 décembre 1922, contre l'Espagne (défaite 1-2 à Lisbonne).

## Palmarès
Sporting CP
- Championnat du Portugal (1) :
  - Vainqueur : 1922-23.

- Championnat de Lisbonne (3) :
  - Champion : 1921-22, 1922-23 et 1924-25.